# ひっぱり餅

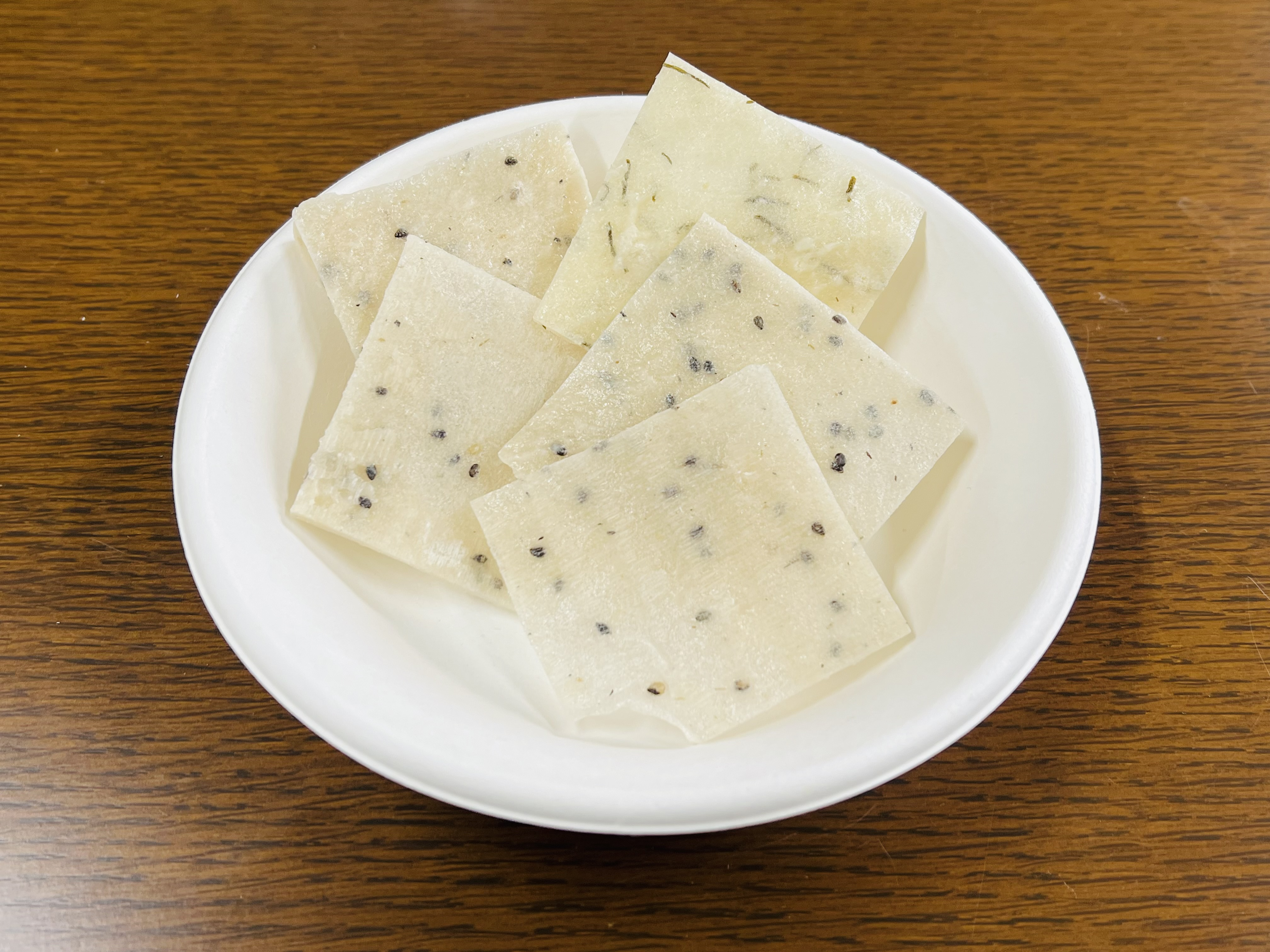
正方形に切った餅

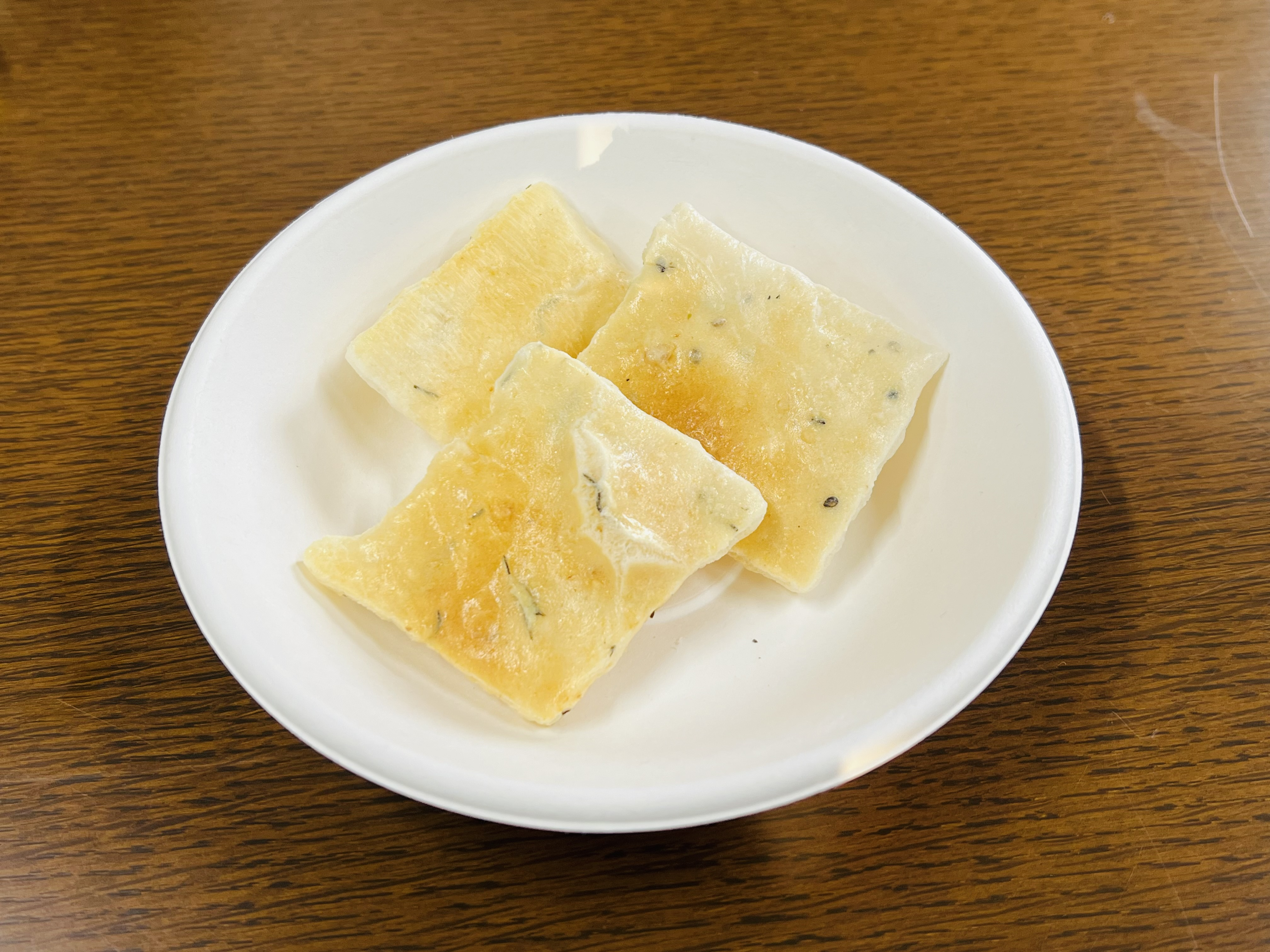
焼いた餅

ひっぱり餅（ひっぱりもち、引ぱり餅）は、石川県羽咋郡志賀町福浦港に伝承されている菓子であり、大寒の時期におやつや保存食として各家庭でついていた。薄くなるまで引っ張って作ることにより、コシが強くなり焼くとポリポリした食感となる。白山市に本社を置く安田屋製菓によって、土産菓子として販売されている。

## 概要
福浦の船宿のお茶受けとして重宝された。表は飴色の光沢、裏はゴザの模様が鮮やかにつく。非常に冷たい寒の水によりカビも生えず、良質な餅ができる。ひっぱり餅はオーブンで焼くとふんわり膨らみ、香ばしい味となる。

## 歴史
伝説によると、巌門の不動滝の寒の水で能登特産の餅米を蒸して、弁慶の杵と義経の手返し、側仕えの女性達の手延しの全てが揃って作られたとされているが、起源は定かではない。「福浦名物・ひっぱり餅の由来」宣伝文によると、安宅の関を越えた弁慶が巌門の洞窟に隠れ食料が乏しかった際に、不動滝の明王の夢から剛力を得て餅を捏ね、滝の水をかけ引っ張り、薄く広げ乾燥させたものとされる。鳥取の境港の船乗りが伝えたとする説もある。  

## 作り方

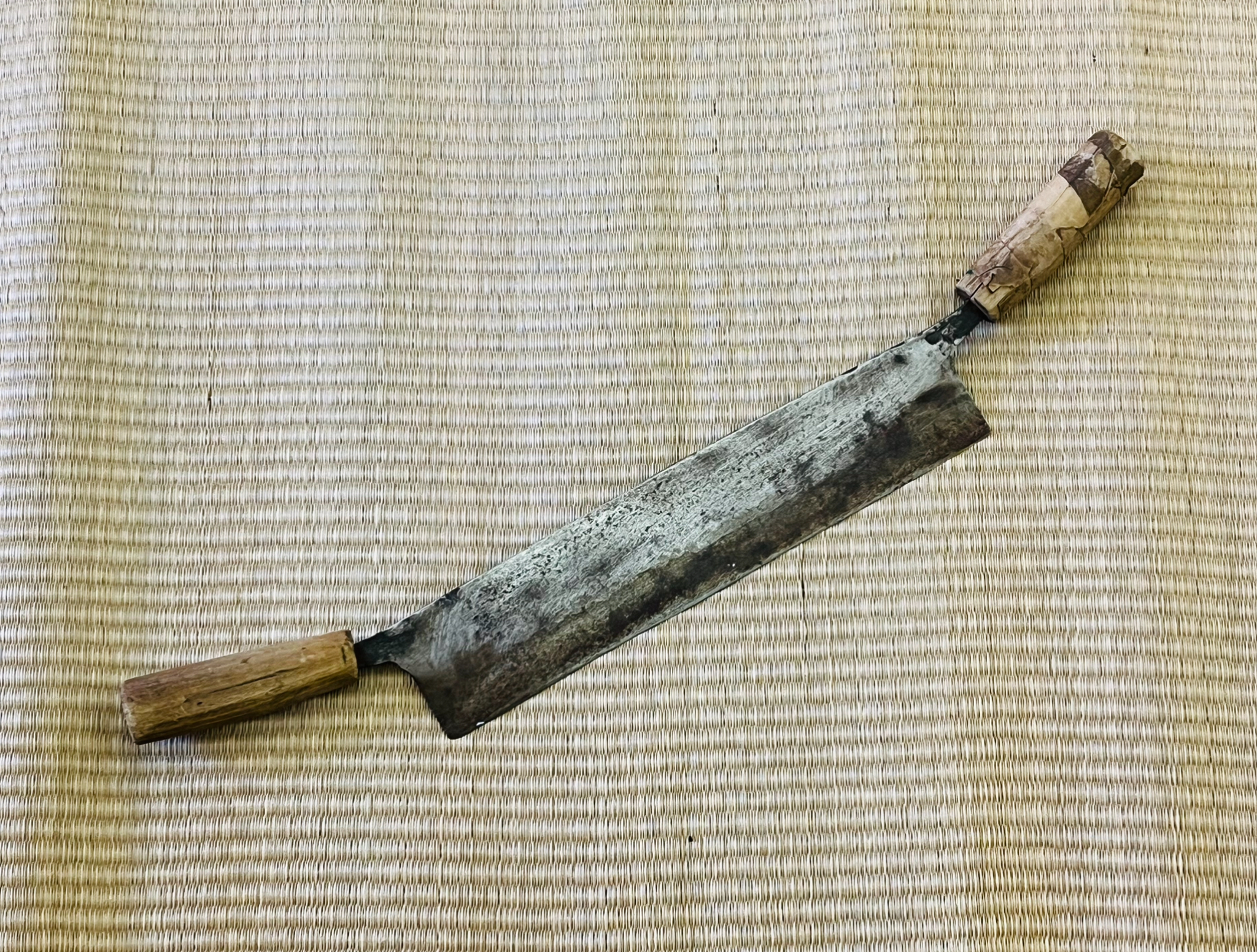
餅切り包丁

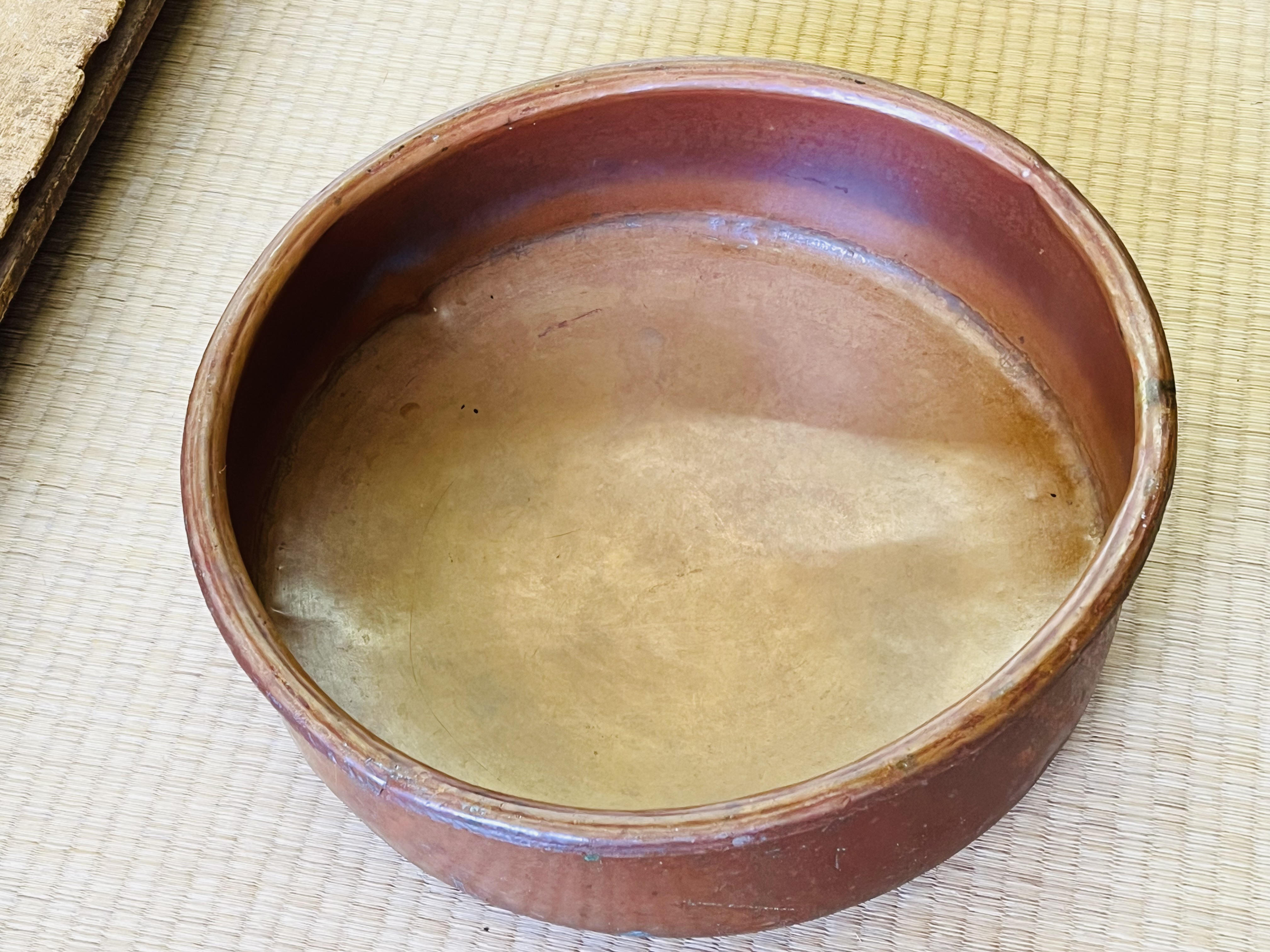
寒の水を入れるくり鉢

寒中（1月15日頃から2月）に作る。餅米（かぐらもち）を蒸し、一臼の餅米を普通の1.5倍の時間をかけてつきあげ、寒の水の中で冷やす。これを丸めて琉球ゴザの上で伸ばして作る。餅には赤・黄・緑の食紅、ごま、昆布を加えることもある。女性が2人で向かい合い両方から餅を2~3 mmの厚さになるまで引っ張り広げる。餅を広げたゴザごと座敷の鴨居にかけた竿にかけて１日干す。二日後、餅を剥がし7~8 cm角の正方形に切り、むしおき干す。この際に風や日光に当てないように自然に干す。保存食とする場合には、正方形に切ったものを土蔵の中で4週間以上吊り干しにする。48回返して焼くと狐色のお茶受けとなる。 正月の行事では2斗~2石の餅をついたと言われている。  